# 猫又駅
猫又駅（ねこまたえき）は、富山県黒部市宇奈月町舟見明日音澤にある、黒部峡谷鉄道本線の駅。
関西電力専用駅のため、一般客の利用はできない。また、区間運行で当駅折り返しとなる列車であっても一般客は下車できず、同じ列車でそのまま折り返す形になる。なお、2024年1月1日発生の能登半島地震により当駅より先の鐘釣橋の破損により当駅折り返しのみの運転となっているため、同年10月5日から鐘釣橋の復旧まではトイレ休憩としてホームへの乗降が可能（同時にホーム付近に高さ3.6 mの展望台および、ネコとネズミのパネルを取り付けたフォトスポットが整備される）。
日本の鉄道駅で唯一、駅名に「猫」の文字が入ることから、2010年代のネコブーム以降は注目を集めている。

## 歴史
- 1953年（昭和28年）11月16日 - 関西電力が地方鉄道としての免許を取得して開業。
- 1971年（昭和46年）
  - 5月4日 - 黒部峡谷鉄道が設立[4][5]、同社の駅となる。
  - 7月1日 - 黒部峡谷鉄道が運行を開始。
- 2024年（令和6年）
  - 10月5日 - 仮設ホーム設置工事が完了し、旅客列車でのホームへの乗降を可能とした。

## 駅構造
標高358メートルの位置にある。関西電力黒部川第二発電所（通称：猫又発電所）の業務目的で造られた駅で、工事関係者や発電所所員達の宿舎がある。駅からは黒部川第二発電所並びに新黒部川第二発電所への引き込み線がのびている。駅構内には、5本の側線や駅舎がある。旅客列車は行き違いが主な利用である。2014年9月17日現在は、第二発電所の発電機移転のための地盤基礎改良工事を行っているため、約50名の作業員が寝泊まりしている。
ホームの長さは65mである。なお、2024年10月5日以降は100mのホームが新たに設置される。

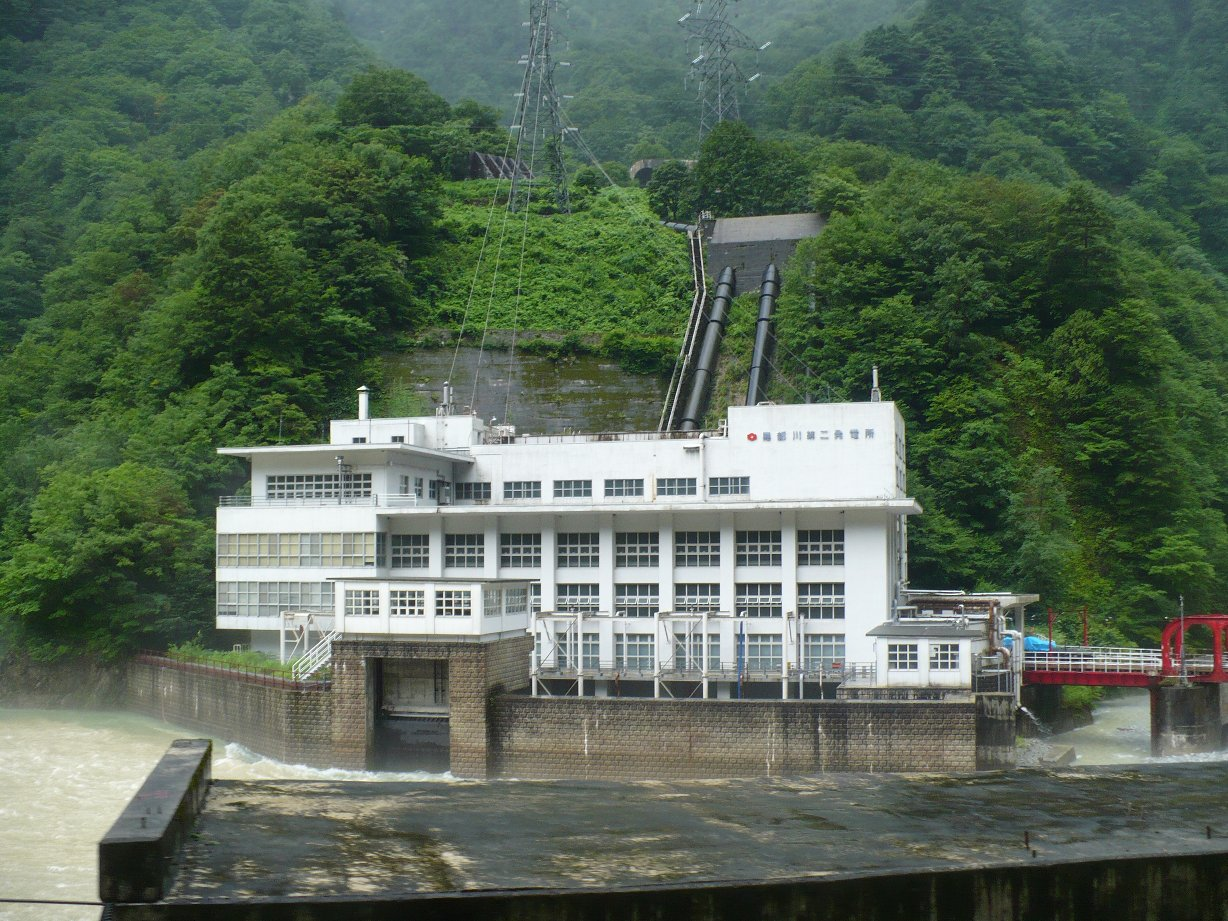
駅構内から見られる黒部川第二発電所
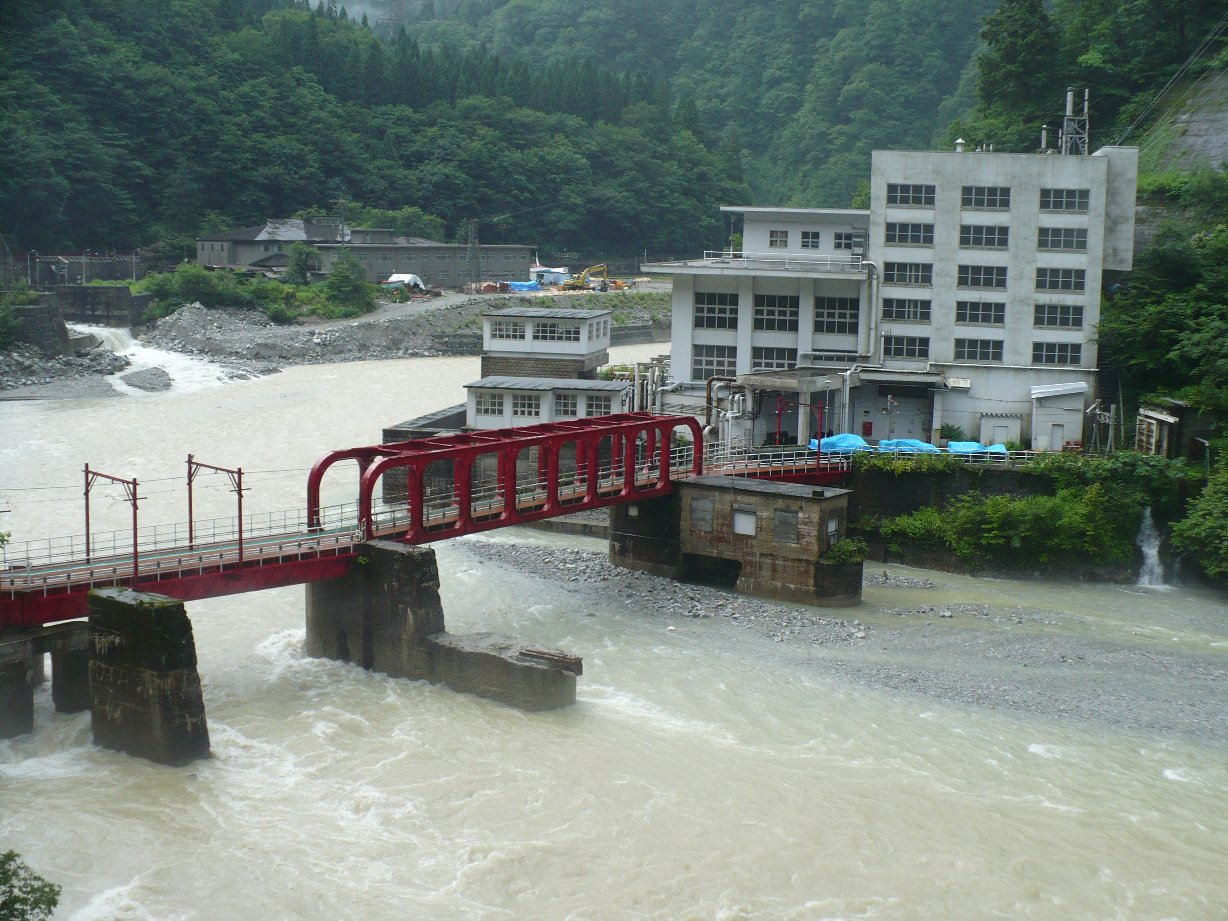
猫又駅と黒部川第二発電所を結ぶ目黒橋、駅からの引き込み線が発電所まで通っている

## 隣の駅
黒部峡谷鉄道
■本線
出平駅 - 猫又駅 - 鐘釣駅